# Copris magicus
Copris magicus är en skalbaggsart som beskrevs av Edgar von Harold 1881. Copris magicus ingår i släktet Copris och familjen bladhorningar. Inga underarter finns listade i Catalogue of Life.